# پرگرینو آنسلمو
خوان پرگرینو آنسلمو (انگلیسی: Juan Peregrino Anselmo؛ ۳۰ آوریل ۱۹۰۲ – ۲۷ اکتبر ۱۹۷۵) یک بازیکن فوتبال اهل اروگوئه بود.
وی همچنین در بازی کرده‌است.